# Diskografie Justina Biebera
Toto je seznam vydané diskografie kanadského zpěváka Justina Biebera.

## Alba

### Studiová alba
| Název               | Detaily o albu                                                                  | Umístění v hitparádách | Umístění v hitparádách | Umístění v hitparádách | Umístění v hitparádách | Umístění v hitparádách | Umístění v hitparádách | Umístění v hitparádách | Umístění v hitparádách | Umístění v hitparádách | Umístění v hitparádách | Certifikace                              | Prodeje |
| Název               | Detaily o albu                                                                  | CAN                    | AUS                    | DEN                    | FRA                    | GER                    | NLD                    | NZ                     | SWE                    | UK                     | US                     | Certifikace                              | Prodeje |
| ------------------- | ------------------------------------------------------------------------------- | ---------------------- | ---------------------- | ---------------------- | ---------------------- | ---------------------- | ---------------------- | ---------------------- | ---------------------- | ---------------------- | ---------------------- | ---------------------------------------- | --- |
| My World 2.0        | - Vydáno: 19. března 2010 - Vydavatelství: Island, Teen Island, RBMG, Schoolboy | 1                      | 1                      | 7                      | 4                      | 7                      | 4                      | 1                      | 17                     | 3                      | 1                      | - UK: 827,000 - US: 3,400,000            | - MC: 3× Platinum - ARIA: 3× Platinum - BPI: Silver - NVPI: Platinum - RIAA: 4× Platinum - RMNZ: 2× Platinum                                              |
| Under the Mistletoe | - Vydáno: 1. listopadu 2011 - Vydavatelství: Island, RBMG, Schoolboy            | 1                      | 6                      | 2                      | 14                     | 21                     | 6                      | 7                      | 5                      | 13                     | 1                      | - US: 1,600,000                          | - MC: 3× Platinum - ARIA: Platinum - BPI: Gold - GLF: Gold - IFPI DEN: 3× Platinum - RIAA: 2× Platinum - RMNZ: Platinum                                   |
| Believe             | - Vydáno: 15. června 2012 - Vydavatelství: Island, RBMG, Schoolboy              | 1                      | 1                      | 1                      | 3                      | 3                      | 2                      | 1                      | 1                      | 1                      | 1                      | - UK: 249,000 - US: 1,700,000            | - MC: 2× Platinum - ARIA: 2× Platinum - BPI: Gold - BVMI: Gold - GLF: Platinum - IFPI DEN: 3× Platinum - RIAA: 3× Platinum - RMNZ: Gold                   |
| Purpose             | - Vydáno: 13. listopadu 2015 - Vydavatelství: Def Jam, RBMG, Schoolboy          | 1                      | 1                      | 1                      | 8                      | 3                      | 1                      | 1                      | 1                      | 2                      | 1                      | - CAN: 227,000 - US: 1,900,000           | - MC: 4× Platinum - ARIA: 5× Platinum - BPI: 5× Platinum - BVMI: Gold - GLF: 3× Platinum - IFPI DEN: 10× Platinum - RIAA: 6× Platinum - RMNZ: 2× Platinum |
| Changes             | - Vydáno: 14. února 2020 - Vydavatelství: Def Jam, RBMG, Schoolboy              | 1                      | 2                      | 3                      | 9                      | 4                      | 1                      | 2                      | 1                      | 1                      | 1                      | - CAN: 36,000 - US: 205,000 - UK: 71,824 | - MC: Gold - BPI: Gold - IFPI DEN: Platinum - RIAA: Platinum - RMNZ: Gold - SNEP: Gold                                                                    |
| Justice             | - Vydáno: 19. března 2021 - Vydavatelství: Def Jam, RBMG, Schoolboy             | 1                      | 1                      | 1                      | 8                      | 4                      | 1                      | 1                      | 1                      | 2                      | 1                      | - CAN: 8,000 - US: 147,000               | - MC: 3× Platinum - ARIA: 2× Platinum - BPI: Gold - GLF: Gold - IFPI DEN: 4× Platinum - RIAA: 2× Platinum - RMNZ: 2× Platinum - SNEP: Platinum            |

### Remixová alba
| Název                                                                                   | Detaily o albu                                                                     | Umístění v hitparádách | Umístění v hitparádách | Umístění v hitparádách | Umístění v hitparádách | Umístění v hitparádách | Umístění v hitparádách | Umístění v hitparádách | Umístění v hitparádách | Umístění v hitparádách | Umístění v hitparádách | Certifikace                                                              |
| Název                                                                                   | Detaily o albu                                                                     | CAN                    | AUS                    | DEN                    | FRA                    | GER                    | IRE                    | NZ                     | SWI                    | UK                     | US                     | Certifikace                                                              |
| --------------------------------------------------------------------------------------- | ---------------------------------------------------------------------------------- | ---------------------- | ---------------------- | ---------------------- | ---------------------- | ---------------------- | ---------------------- | ---------------------- | ---------------------- | ---------------------- | ---------------------- | ------------------------------------------------------------------------ |
| My Worlds Acoustic                                                                      | - Vydáno: 26. listopadu 2010 - Vydavatelství: Island, Teen Island, RBMG, Schoolboy | 4                      | —                      | —                      | —                      | —                      | —                      | —                      | —                      | —                      | 7                      | - MC: Platinum - RIAA: Gold                                              |
| Never Say Never: The Remixes                                                            | - Vydáno: 14. února 2011 - Vydavatelství: Island, Teen Island, RBMG, Schoolboy     | 1                      | 15                     | 25                     | 71                     | 72                     | 10                     | 14                     | 61                     | 17                     | 1                      | - MC: Platinum - IFPI DEN: Gold - RIAA: Platinum                         |
| Believe Acoustic                                                                        | - Vydáno: 29. ledna 2013 - Vydavatelství: Island, RBMG, Schoolboy                  | 1                      | 2                      | 3                      | 7                      | 36                     | 3                      | 2                      | 3                      | 5                      | 1                      | - MC: Platinum - BPI: Gold - GLF: Gold - IFPI DEN: Platinum - RIAA: Gold |
| "—" značí, že se nahrávka neumístila v hitparádách nebo v tomto území ani nebyla vydána |                                                                                    |                        |                        |                        |                        |                        |                        |                        |                        |                        |                        |                                                                          |

### Kompilační alba
| Název                                                                                   | Detaily o albu                                                                      | Umístění v hitparádách | Umístění v hitparádách | Umístění v hitparádách | Umístění v hitparádách | Umístění v hitparádách | Umístění v hitparádách | Certifikace                                         |
| Název                                                                                   | Detaily o albu                                                                      | AUS                    | DEN                    | FRA                    | IRE                    | SWE                    | UK                     | Certifikace                                         |
| --------------------------------------------------------------------------------------- | ----------------------------------------------------------------------------------- | ---------------------- | ---------------------- | ---------------------- | ---------------------- | ---------------------- | ---------------------- | --------------------------------------------------- |
| My Worlds: The Collection                                                               | - Vydáno: 19. listopadu 2010 - Vydavatelství: Island, Teen Island, RBMG, Schoolboy  | —                      | 12                     | —                      | —                      | 27                     | —                      | - GLF: Gold - IFPI DEN: 3× Platinum                 |
| Journals                                                                                | - Vydáno: 23. prosince 2013 - Vydavatelství: Island, RBMG, Schoolboy                | 35                     | 2                      | 174                    | 64                     | —                      | 46                     | - BPI: Silver - IFPI DEN: Platinum - RIAA: Platinum |
| The Best                                                                                | - Vydáno: 27. února 2019 (pouze Japonsko) - Vydavatelství: Def Jam, Universal Japan | —                      | —                      | —                      | —                      | —                      | —                      |                                                     |
| "—" značí, že se nahrávka neumístila v hitparádách nebo v tomto území ani nebyla vydána |                                                                                     |                        |                        |                        |                        |                        |                        |                                                     |

## Extended play
| Název                                                                                   | Detaily o albu                                                                     | Umístění v hitparádách | Umístění v hitparádách | Umístění v hitparádách | Umístění v hitparádách | Umístění v hitparádách | Umístění v hitparádách | Umístění v hitparádách | Umístění v hitparádách | Umístění v hitparádách | Umístění v hitparádách | Prodeje         | Certifikace                                                               |
| Název                                                                                   | Detaily o albu                                                                     | CAN                    | AUS                    | DEN                    | FRA                    | GER                    | IRE                    | SWE                    | UK                     | US                     | US Christ.             | Prodeje         | Certifikace                                                               |
| --------------------------------------------------------------------------------------- | ---------------------------------------------------------------------------------- | ---------------------- | ---------------------- | ---------------------- | ---------------------- | ---------------------- | ---------------------- | ---------------------- | ---------------------- | ---------------------- | ---------------------- | --------------- | ------------------------------------------------------------------------- |
| My World                                                                                | - Vydáno: 17. listopadu 2009 - Vydavatelství: Island, Teen Island, RBMG, Schoolboy | 1                      | 79                     | 7                      | 2                      | 18                     | 11                     | 17                     | 4                      | 5                      | —                      | - US: 1,080,000 | - MC: 2× Platinum - BPI: 3× Platinum - BVMI: Platinum - RIAA: 3× Platinum |
| Freedom                                                                                 | - Vydáno: 4. dubna 2021 - Vydavatelství: Def Jam                                   | —                      | —                      | —                      | —                      | —                      | —                      | —                      | —                      | 172                    | 3                      |                 |                                                                           |
| "—" značí, že se nahrávka neumístila v hitparádách nebo v tomto území ani nebyla vydána |                                                                                    |                        |                        |                        |                        |                        |                        |                        |                        |                        |                        |                 |                                                                           |

## Singly

### Jako hlavní umělec
| "One Time"                                                                              | 2009 | 12 | 23 | —  | 13  | 14 | 31 | 6  | 55 | 11  | 17 | - MC: Platinum - ARIA: 3× Platinum - BPI: Gold - RIAA: 5× Platinum - RMNZ: Gold                                                                                                | My World                                    |
| "One Less Lonely Girl"                                                                  | 2009 | 10 | 68 | —  | 9   | 22 | 9  | —  | —  | 62  | 16 | - MC: Gold - ARIA: Platinum - BPI: Silver - RIAA: 3× Platinum | My World                                    |
| "Baby" (feat. Ludacris)                                                                 | 2010 | 3  | 3  | 13 | 1   | 22 | 7  | 4  | 25 | 3   | 5  | - MC: 2× Platinum - ARIA: 8× Platinum - BPI: 2× Platinum - BVMI: Gold - IFPI DEN: 2× Platinum - RIAA: 12× Platinum - RMNZ: Platinum                                            | My World 2.0                                |
| "Eenie Meenie" (se Sean Kingston)                                                       | 2010 | 14 | 11 | —  | —   | 60 | 12 | 5  | 52 | 9   | 15 | - MC: Gold - ARIA: Platinum - BPI: Platinum - IFPI DEN: Gold - RIAA: Platinum - RMNZ: Gold                                                                                     | My World 2.0                                |
| "Somebody to Love" (sólo nebo feat. Usher)                                              | 2010 | 10 | 20 | —  | 17  | 16 | 33 | 12 | 54 | 33  | 15 | - ARIA: Platinum (obě) - BPI: Silver - IFPI DEN: Gold - RIAA: 3× Platinum - RMNZ: Gold                                                                                         | My World 2.0                                |
| "U Smile"                                                                               | 2010 | 17 | 65 | —  | —   | —  | —  | 30 | —  | 98  | 27 | - ARIA: Platinum - RIAA: Platinum | My World 2.0                                |
| "Never Say Never" (feat. Jaden)                                                         | 2010 | 11 | 17 | —  | 93  | —  | 22 | 20 | —  | 34  | 8  | - MC: Platinum - ARIA: 3× Platinum - BPI: Silver - IFPI DEN: Gold - RIAA: 5× Platinum - RMNZ: Gold                                                                             | Never Say Never: The Remixes                |
| "Pray"                                                                                  | 2010 | —  | 94 | —  | 14  | 51 | —  | 18 | —  | 112 | 61 | - RIAA: Platinum | My Worlds Acoustic                          |
| "Mistletoe"                                                                             | 2011 | 9  | 14 | 6  | 31  | 19 | 16 | 11 | 9  | 21  | 11 | - MC: Platinum - ARIA: 3× Platinum - BPI: 2× Platinum - BVMI: Platinum - IFPI DEN: 3× Platinum - RIAA: 3× Platinum - RMNZ: Platinum                                            | Under the Mistletoe                         |
| "All I Want for Christmas Is You (SuperFestive!)" (s Mariah Carey)                      | 2011 | 61 | —  | —  | —   | —  | —  | —  | —  | 148 | 86 | - ARIA: Gold - IFPI DEN: Gold - RIAA: Gold | Under the Mistletoe                         |
| "Boyfriend"                                                                             | 2012 | 1  | 5  | 10 | 17  | 16 | 9  | 2  | 7  | 2   | 2  | - MC: 3× Platinum - ARIA: 5× Platinum - BPI: Platinum - BVMI: Platinum - GLF: Gold - IFPI DEN: Platinum - RIAA: 6× Platinum - RMNZ: Platinum                                   | Believe                                     |
| "As Long as You Love Me" (feat. Big Sean)                                               | 2012 | 9  | 8  | 6  | 48  | 38 | 28 | 6  | 23 | 22  | 6  | - MC: 2× Platinum - ARIA: 5× Platinum - BPI: Gold - BVMI: Gold - GLF: Gold - IFPI DEN: 2× Platinum - RIAA: 5× Platinum - RMNZ: Platinum                                        | Believe                                     |
| "Beauty and a Beat" (feat. Nicki Minaj)                                                 | 2012 | 4  | 9  | 30 | 28  | 53 | 20 | 6  | 23 | 16  | 5  | - MC: 3× Platinum - ARIA: 7× Platinum - BPI: Platinum - BVMI: Gold - IFPI DEN: Platinum - RIAA: 4× Platinum - RMNZ: Platinum                                                   | Believe                                     |
| "Right Here" (feat. Drake)                                                              | 2013 | —  | —  | —  | —   | —  | —  | —  | —  | —   | 95 | - RIAA: Gold | Believe                                     |
| "All Around the World" (feat. Ludacris)                                                 | 2013 | 10 | 34 | 7  | 63  | 53 | 31 | 15 | 41 | 30  | 22 | - MC: Platinum - ARIA: Platinum - IFPI DEN: Platinum - RIAA: Platinum | Believe                                     |
| "Heartbreaker"                                                                          | 2013 | 15 | 30 | 1  | 26  | 32 | 12 | 21 | 47 | 14  | 13 | - ARIA: Gold - RIAA: Gold | Journals                                    |
| "All That Matters"                                                                      | 2013 | 14 | 41 | 1  | 40  | 46 | 14 | 37 | —  | 20  | 24 | - ARIA: Platinum - BPI: Silver - IFPI DEN: Gold - RIAA: Platinum | Journals                                    |
| "Hold Tight"                                                                            | 2013 | 23 | 48 | 1  | 46  | 56 | 21 | —  | —  | 28  | 29 | - RIAA: Gold | Journals                                    |
| "Wait for a Minute" (s Tyga)                                                            | 2013 | 47 | 74 | 6  | 103 | 63 | 42 | —  | —  | 41  | 68 | - RIAA: Gold | Singl bez alb                               |
| "Recovery"                                                                              | 2013 | 30 | 63 | 5  | 56  | 50 | 25 | —  | —  | 28  | 41 | | Journals                                    |
| "Bad Day"                                                                               | 2013 | 26 | 54 | 1  | 54  | 66 | 25 | —  | —  | 31  | 53 | | Journals                                    |
| "All Bad"                                                                               | 2013 | 26 | 60 | 2  | 55  | 61 | 24 | —  | —  | 34  | 50 | | Journals                                    |
| "PYD" (feat. R. Kelly)                                                                  | 2013 | 32 | 56 | 4  | 62  | 64 | 29 | —  | —  | 30  | 54 | | Journals                                    |
| "Roller Coaster"                                                                        | 2013 | 24 | 58 | 1  | 70  | 69 | 31 | —  | —  | 37  | 47 | | Journals                                    |
| "Change Me"                                                                             | 2013 | 34 | 59 | 2  | 84  | 67 | 33 | —  | —  | 39  | 59 | | Journals                                    |
| "Confident" (feat. Chance the Rapper)                                                   | 2013 | 29 | 53 | 1  | 88  | 61 | —  | —  | —  | 33  | 41 | - ARIA: Platinum - BPI: Gold - IFPI DEN: Gold - RIAA: Platinum | Journals                                    |
| "Home to Mama" (s Cody Simpson)                                                         | 2014 | —  | —  | —  | —   | —  | —  | —  | 57 | —   | —  | - IFPI DEN: Gold | Singl bez alb                               |
| "Where Are Ü Now" (s Jack Ü)                                                            | 2015 | 5  | 3  | 8  | 24  | 33 | 9  | 3  | 6  | 3   | 8  | - MC: 2× Platinum - ARIA: 6× Platinum - BPI: 2× Platinum - BVMI: Gold - GLF: Platinum - IFPI DEN: 2× Platinum - RIAA: 6× Platinum - RMNZ: 3× Platinum - SNEP: Platinum         | Skrillex and Diplo Present Jack Ü a Purpose |
| "What Do You Mean?"                                                                     | 2015 | 1  | 1  | 1  | 3   | 4  | 1  | 1  | 1  | 1   | 1  | - MC: 6× Platinum - ARIA: 11× Platinum - BPI: 4× Platinum - BVMI: Platinum - GLF: 8× Platinum - IFPI DEN: 4× Platinum - RIAA: 8× Platinum - RMNZ: 4× Platinum - SNEP: Platinum | Purpose                                     |
| "Sorry"                                                                                 | 2015 | 1  | 2  | 1  | 4   | 3  | 1  | 1  | 1  | 1   | 1  | - MC: 7× Platinum - ARIA: 13× Platinum - BPI: 5× Platinum - BVMI: 3× Gold - GLF: 8× Platinum - IFPI DEN: 5× Platinum - RIAA: 11× Platinum - RMNZ: 5× Platinum - SNEP: Diamond  | Purpose                                     |
| "Love Yourself"                                                                         | 2015 | 1  | 1  | 1  | 4   | 3  | 1  | 1  | 1  | 1   | 1  | - MC: 7× Platinum - ARIA: 15× Platinum - BPI: 5× Platinum - BVMI: Diamond - GLF: 9× Platinum - IFPI DEN: 6× Platinum - RIAA: 9× Platinum - RMNZ: 5× Platinum                   | Purpose                                     |
| "Company"                                                                               | 2016 | 38 | 34 | 25 | 181 | —  | 30 | 18 | 35 | 25  | 53 | - ARIA: 2× Platinum - BPI: Platinum - GLF: Gold - IFPI DEN: Platinum - RIAA: 2× Platinum - RMNZ: Platinum                                                                      | Purpose                                     |
| "Friends" (s BloodPop)                                                                  | 2017 | 4  | 2  | 1  | 8   | 4  | 4  | 2  | 2  | 2   | 20 | - MC: 2× Platinum - ARIA: 4× Platinum - BPI: Platinum - BVMI: Platinum - GLF: Gold - IFPI DEN: Platinum - RIAA: Platinum - RMNZ: Gold                                          | Singl bez alb                               |
| "I Don't Care" (s Ed Sheeran)                                                           | 2019 | 2  | 1  | 1  | 5   | 2  | 1  | 2  | 1  | 1   | 2  | - MC: Diamond - ARIA: 8× Platinum - BPI: 4× Platinum - BVMI: 2× Platinum - GLF: 3× Platinum - IFPI DEN: 3× Platinum - RIAA: 5× Platinum - RMNZ: 2× Platinum - SNEP: Diamond    | No.6 Collaborations Project                 |
| "Bad Guy" (s Billie Eilish)                                                             | 2019 | —  | —  | —  | —   | —  | —  | —  | 25 | —   | —  | - IFPI DEN: 3× Platinum | Singl bez alb                               |
| "10,000 Hours" (s Dan + Shay)                                                           | 2019 | 2  | 4  | 8  | —   | 47 | 17 | 5  | 13 | 17  | 4  | - MC: 8× Platinum - ARIA: 2× Platinum - BPI: Platinum - GLF: Gold - IFPI DEN: Platinum - RIAA: 5× Platinum - RMNZ: Gold                                                        | Good Things                                 |
| "Yummy"                                                                                 | 2020 | 3  | 4  | 2  | 21  | 15 | 8  | 1  | 6  | 5   | 2  | - MC: 2× Platinum - ARIA: 4× Platinum - BPI: Platinum - IFPI DEN: Gold - RIAA: 3× Platinum - RMNZ: Platinum - SNEP: Gold                                                       | Changes                                     |
| "Intentions" (feat. Quavo)                                                              | 2020 | 4  | 2  | 4  | 58  | 23 | 7  | 1  | 9  | 8   | 5  | - MC: 5× Platinum - ARIA: 6× Platinum - BPI: Platinum - BVMI: Gold - IFPI DEN: Platinum - RIAA: 4× Platinum - RMNZ: Platinum - SNEP: Gold                                      | Changes                                     |
| "Stuck with U" (s Ariana Grande)                                                        | 2020 | 1  | 3  | 5  | 29  | 19 | 2  | 1  | 8  | 4   | 1  | - MC: 2× Platinum - ARIA: 4× Platinum - BPI: Platinum - GLF: Platinum - IFPI DEN: Platinum - RIAA: 2× Platinum - RMNZ: Platinum - SNEP: Gold                                   | Singl bez alb                               |
| "Holy" (feat. Chance the Rapper)                                                        | 2020 | 1  | 4  | 7  | 125 | 22 | 2  | 2  | 5  | 7   | 3  | - MC: 4× Platinum - ARIA: 4× Platinum - BPI: Platinum - GLF: Platinum - IFPI DEN: Platinum - RIAA: 3× Platinum - RMNZ: Platinum - SNEP: Gold                                   | Justice                                     |
| "Lonely" (s Benny Blanco)                                                               | 2020 | 1  | 11 | 4  | 35  | 9  | 7  | 12 | 9  | 17  | 12 | - MC: 2× Platinum - ARIA: 2× Platinum - BPI: Gold - BVMI: Gold - GLF: Platinum - IFPI DEN: Platinum - RIAA: 2× Platinum - SNEP: Platinum                                       | Justice                                     |
| "Mood" (Remix) (s 24kGoldn, J Balvin, a Iann Dior)                                      | 2020 | —  | —  | —  | —   | —  | —  | ―  | —  | —   | —  | | Singl bez alb                               |
| "Monster" (se Shawn Mendes)                                                             | 2020 | 1  | 7  | 1  | 75  | 6  | 10 | 8  | 9  | 9   | 8  | - MC: 3× Platinum - ARIA: 2× Platinum - BPI: Silver - IFPI DEN: Platinum - RIAA: Platinum - RMNZ: Gold                                                                         | Wonder                                      |
| "Anyone"                                                                                | 2021 | 2  | 5  | 3  | 148 | 30 | 5  | 9  | 6  | 4   | 6  | - MC: 2× Platinum - ARIA: 3× Platinum - BPI: Platinum - GLF: Platinum - IFPI DEN: Platinum - RIAA: 2× Platinum - RMNZ: Gold                                                    | Justice                                     |
| "Hold On"                                                                               | 2021 | 4  | 6  | 2  | 100 | 18 | 8  | 7  | 14 | 10  | 20 | - MC: 2× Platinum - ARIA: 3× Platinum - BPI: Gold - GLF: Gold - IFPI DEN: Platinum - RIAA: Platinum - RMNZ: Gold                                                               | Justice                                     |
| "Peaches" (feat. Daniel Caesar a Giveon)                                                | 2021 | 1  | 1  | 1  | 7   | 2  | 1  | 1  | 3  | 2   | 1  | - MC: 6× Platinum - ARIA: 5× Platinum - BPI: Platinum - BVMI: Gold - GLF: 2× Platinum - IFPI DEN: 2× Platinum - RIAA: 4× Platinum - RMNZ: 2× Platinum - SNEP: Diamond          | Justice                                     |
| "Stay" (s the Kid Laroi)                                                                | 2021 | 1  | 1  | 1  | 3   | 1  | 2  | 1  | 1  | 2   | 1  | - MC: Diamond - ARIA: 16× Platinum - BPI: 3× Platinum - BVMI: Gold - GLF: 5× Platinum - IFPI DEN: 4× Platinum - RIAA: 11× Platinum - RMNZ: 5× Platinum - SNEP: Diamond         | F*ck Love 3: Over You                       |
| "Don't Go" (se Skrillex a Don Toliver)                                                  | 2021 | 32 | 43 | —  | —   | —  | 55 | —  | 67 | 56  | 69 | | Don't Get Too Close                         |
| "Ghost"                                                                                 | 2021 | 2  | 11 | 25 | —   | 79 | 7  | 16 | 72 | 19  | 5  | - MC: 2× Platinum - ARIA: 6× Platinum - BPI: Platinum - BVMI: Gold - GLF: Gold - IFPI DEN: Platinum - RIAA: 3× Platinum - RMNZ: Platinum - SNEP: Gold                          | Justice                                     |
| "Rockin' Around the Christmas Tree"                                                     | 2021 | —  | —  | —  | —   | —  | —  | —  | —  | 4   | 61 | - BPI: Silver | Singl bez alb                               |
| "Wandered to LA" (s Juice Wrld)                                                         | 2021 | 29 | 44 | —  | —   | 89 | 45 | —  | —  | 59  | 49 | | Fighting Demons                             |
| "Attention" (s Omah Lay)                                                                | 2022 | 45 | —  | —  | —   | —  | 78 | —  | 87 | 76  | —  | - MC: Gold | Boy Alone                                   |
| "Honest" (feat. Don Toliver)                                                            | 2022 | 21 | 28 | —  | 183 | 98 | 36 | —  | —  | 54  | 44 | | Singl bez alb                               |
| "—" značí, že se nahrávka neumístila v hitparádách nebo v tomto území ani nebyla vydána |      |    |    |    |     |    |    |    |    |     |    | |                                             |

### Jako vedlejší umělec
| Název                                                                                   | Rok  | Umístění v hitparádách | Umístění v hitparádách | Umístění v hitparádách | Umístění v hitparádách | Umístění v hitparádách | Umístění v hitparádách | Umístění v hitparádách | Umístění v hitparádách | Umístění v hitparádách | Umístění v hitparádách | Certifikace | Album                             |
| Název                                                                                   | Rok  | CAN                    | AUS                    | DEN                    | FRA                    | GER                    | IRE                    | NZ                     | SWE                    | UK                     | US                     | Certifikace | Album                             |
| --------------------------------------------------------------------------------------- | ---- | ---------------------- | ---------------------- | ---------------------- | ---------------------- | ---------------------- | ---------------------- | ---------------------- | ---------------------- | ---------------------- | ---------------------- | --- | --------------------------------- |
| "We Are the World 25 for Haiti" (jako Artists for Haiti)                                | 2010 | 7                      | 18                     | 10                     | —                      | —                      | 9                      | 8                      | —                      | 50                     | 2                      | | Singly bez alb                    |
| "Wavin' Flag" (jako Artists for Haiti)                                                  | 2010 | 1                      | —                      | —                      | —                      | —                      | —                      | —                      | —                      | 89                     | —                      | - MC: 3× Platinum | Singly bez alb                    |
| "Next to You" (Chris Brown feat. Justin Bieber)                                         | 2011 | 36                     | 22                     | 20                     | —                      | 28                     | 21                     | 11                     | —                      | 14                     | 26                     | - ARIA: 2× Platinum - BPI: Gold - GLF: Gold - IFPI DEN: Gold - RIAA: Platinum - RMNZ: Gold                                                                                | F.A.M.E.                          |
| "Live My Life" (Far East Movement feat. Justin Bieber)                                  | 2012 | 4                      | 14                     | 17                     | 37                     | 8                      | 6                      | 15                     | 13                     | 7                      | 21                     | - MC: Platinum - ARIA: Platinum - BVMI: Gold - IFPI DEN: Platinum - RMNZ: Gold                                                                                            | Dirty Bass                        |
| "#thatPower" (will.i.am feat. Justin Bieber)                                            | 2013 | 6                      | 6                      | 19                     | 11                     | 7                      | 5                      | 16                     | 3                      | 2                      | 17                     | - ARIA: 2× Platinum - BPI: Gold - BVMI: Gold - GLF: Platinum - IFPI DEN: Platinum - RMNZ: Gold                                                                            | #willpower                        |
| "Lolly" (Maejor Ali feat. Juicy J a Justin Bieber)                                      | 2013 | 27                     | 98                     | 8                      | 119                    | —                      | —                      | —                      | 57                     | 56                     | 19                     | - IFPI DEN: Gold | Singl bez alb                     |
| "Cold Water" (Major Lazer feat. Justin Bieber a MØ)                                     | 2016 | 1                      | 1                      | 2                      | 2                      | 2                      | 1                      | 1                      | 1                      | 1                      | 2                      | - MC: 3× Platinum - ARIA: 7× Platinum - BPI: 3× Platinum - BVMI: Platinum - IFPI DEN: 3× Platinum - RIAA: 4× Platinum - RMNZ: 2× Platinum - SNEP: Diamond                 | Major Lazer Essentials            |
| "Let Me Love You" (DJ Snake feat. Justin Bieber)                                        | 2016 | 4                      | 2                      | 3                      | 1                      | 1                      | 2                      | 3                      | 2                      | 2                      | 4                      | - MC: Diamond - ARIA: 9× Platinum - BPI: 3× Platinum - BVMI: Diamond - GLF: 5× Platinum - IFPI DEN: 3× Platinum - RIAA: 5× Platinum - RMNZ: 2× Platinum - SNEP: Diamond   | Encore                            |
| "Deja Vu" (Post Malone feat. Justin Bieber)                                             | 2016 | 43                     | —                      | —                      | 151                    | —                      | —                      | —                      | —                      | 63                     | 75                     | - MC: 2× Platinum - ARIA: 2× Platinum - BPI: Silver - IFPI DEN: Gold - RIAA: Platinum                                                                                     | Stoney                            |
| "Despacito" (Remix) (Luis Fonsi a Daddy Yankee feat. Justin Bieber)                     | 2017 | 1                      | 1                      | 1                      | —                      | —                      | 1                      | 1                      | 1                      | 1                      | 1                      | - MC: Diamond - ARIA: 11× Platinum - BPI: 7× Platinum - BVMI: Gold - GLF: 13× Platinum - IFPI DEN: 7× Platinum - RMNZ: 3× Platinum - RIAA: 13× Platinum                   | Vida                              |
| "I'm the One" (DJ Khaled feat. Justin Bieber, Quavo, Chance the Rapper, a Lil Wayne)    | 2017 | 1                      | 1                      | 2                      | 11                     | 4                      | 2                      | 1                      | 2                      | 1                      | 1                      | - MC: 7× Platinum - ARIA: 8× Platinum - BPI: 2× Platinum - BVMI: Platinum - GLF: 4× Platinum - IFPI DEN: 2× Platinum - RIAA: 9× Platinum - RMNZ: Platinum - SNEP: Diamond | Grateful                          |
| "2U" (David Guetta feat. Justin Bieber)                                                 | 2017 | 4                      | 2                      | 2                      | 3                      | 3                      | 5                      | 4                      | 2                      | 5                      | 16                     | - MC: 2× Platinum - ARIA: 3× Platinum - BPI: Platinum - BVMI: Platinum - IFPI DEN: Platinum - RIAA: Platinum - RMNZ: Gold - SNEP: Diamond                                 | 7                                 |
| "Hard 2 Face Reality" (Poo Bear feat. Justin Bieber a Jay Electronica)                  | 2018 | 78                     | —                      | 23                     | —                      | —                      | —                      | —                      | 59                     | —                      | —                      | - IFPI DEN: Gold | Poo Bear Presents Bearthday Music |
| "No Brainer" (DJ Khaled feat. Justin Bieber, Chance the Rapper, a Quavo)                | 2018 | 5                      | 6                      | 1                      | 22                     | 15                     | 4                      | 2                      | 4                      | 3                      | 5                      | - MC: 3× Platinum - ARIA: 4× Platinum - BPI: Platinum - IFPI DEN: Platinum - RIAA: 2× Platinum - RMNZ: Platinum                                                           | Father of Asahd                   |
| "Love Thru the Computer" (Gucci Mane feat. Justin Bieber)                               | 2019 | —                      | —                      | —                      | —                      | —                      | —                      | —                      | —                      | —                      | —                      | | [Delusions of Grandeur            |
| "Lean on Me" (jako ArtistsCAN)                                                          | 2020 | 13                     | —                      | —                      | —                      | —                      | —                      | —                      | —                      | —                      | —                      | - MC: Gold | Singl bez alb                     |
| "Let It Go" (DJ Khaled feat. Justin Bieber a 21 Savage)                                 | 2021 | 28                     | —                      | —                      | —                      | —                      | 53                     | —                      | —                      | —                      | 54                     | | Khaled Khaled                     |
| "Essence" (Remix) (Wizkid feat. Justin Bieber a Tems)                                   | 2021 | 30                     | —                      | —                      | —                      | —                      | —                      | —                      | —                      | 16                     | 9                      | | Made in Lagos (Deluxe)            |
| "Lonely Christmas" (Bryson Tiller feat. Justin Bieber a Poo Bear)                       | 2021 | —                      | —                      | —                      | —                      | —                      | —                      | —                      | —                      | —                      | —                      | | A Different Christmas             |
| "Up at Night" (Kehlani feat. Justin Bieber)                                             | 2022 | 78                     | —                      | —                      | —                      | —                      | 94                     | —                      | 73                     | 90                     | —                      | | Blue Water Road                   |
| "Private Landing" (Don Toliver feat. Justin Bieber a Future)                            | 2023 | 58                     | —                      | —                      | —                      | —                      | 78                     | —                      | —                      | 74                     | 72                     | | Love Sick                         |
| "Snooze" (Acoustic) (SZA feat. Justin Bieber)                                           | 2023 | —                      | —                      | —                      | —                      | —                      | —                      | —                      | 49                     | —                      | —                      | - GLF: Gold | Singl bez alb                     |
| "—" značí, že se nahrávka neumístila v hitparádách nebo v tomto území ani nebyla vydána |      |                        |                        |                        |                        |                        |                        |                        |                        |                        |                        | |                                   |

### Promo singly
| Název                                                                                   | Rok  | Umístění v hitparádách | Umístění v hitparádách | Umístění v hitparádách | Umístění v hitparádách | Umístění v hitparádách | Umístění v hitparádách | Umístění v hitparádách | Umístění v hitparádách | Umístění v hitparádách | Umístění v hitparádách | Certifikace | Album                |
| Název                                                                                   | Rok  | CAN                    | AUS                    | DEN                    | FRA                    | IRE                    | NOR                    | NZ                     | SWE                    | UK                     | US                     | Certifikace | Album                |
| --------------------------------------------------------------------------------------- | ---- | ---------------------- | ---------------------- | ---------------------- | ---------------------- | ---------------------- | ---------------------- | ---------------------- | ---------------------- | ---------------------- | ---------------------- | --- | -------------------- |
| "Love Me"                                                                               | 2009 | 12                     | 65                     | —                      | —                      | —                      | —                      | —                      | —                      | 71                     | 37                     | - ARIA: Platinum - RIAA: Platinum                                                                                        | My World             |
| "Favorite Girl"                                                                         | 2009 | 15                     | 92                     | —                      | —                      | —                      | —                      | —                      | —                      | 76                     | 26                     | - ARIA: Gold - RIAA: Gold                                                                                                | My World             |
| "Never Let You Go"                                                                      | 2010 | 14                     | 67                     | —                      | —                      | —                      | —                      | 16                     | —                      | 84                     | 21                     | - ARIA: Gold - RIAA: Platinum                                                                                            | My World 2.0         |
| "The Christmas Song (Chestnuts Roasting on an Open Fire)" (feat. Usher)                 | 2011 | 59                     | 58                     | 27                     | —                      | —                      | 16                     | —                      | —                      | 91                     | 58                     | - IFPI DEN: Gold - RIAA: Gold                                                                                            | Under the Mistletoe  |
| "Turn to You (Mother's Day Dedication)"                                                 | 2012 | 22                     | 25                     | —                      | 79                     | —                      | 27                     | 18                     | —                      | 39                     | 60                     | | Promo singl bez alb  |
| "Die in Your Arms"                                                                      | 2012 | 14                     | 31                     | 9                      | 63                     | 28                     | 6                      | 21                     | —                      | 34                     | 17                     | - ARIA: Gold - RIAA: Gold                                                                                                | Believe              |
| "I'll Show You"                                                                         | 2015 | 8                      | 16                     | 8                      | 57                     | 14                     | 9                      | 5                      | 12                     | 15                     | 19                     | - ARIA: Platinum - BPI: Gold - GLF: Platinum - IFPI DEN: Platinum - IFPI NOR: Platinum - RIAA: Platinum - RMNZ: Platinum | Purpose              |
| "Don't Check on Me" (Chris Brown feat. Justin Bieber a Ink)                             | 2019 | 48                     | 20                     | 23                     | —                      | 40                     | 18                     | 13                     | 52                     | 29                     | 67                     | - MC: Gold - ARIA: Gold - IFPI DEN: Gold - RIAA: Gold                                                                    | Indigo               |
| "Get Me" (feat. Kehlani)                                                                | 2020 | 48                     | 61                     | —                      | —                      | 58                     | —                      | —                      | 80                     | 61                     | 93                     | | Changes              |
| "I Feel Funny"                                                                          | 2022 | —                      | —                      | —                      | —                      | —                      | —                      | —                      | —                      | —                      | —                      | | Promo singly bez alb |
| "Beautiful Love"                                                                        | 2022 | —                      | —                      | —                      | —                      | —                      | —                      | —                      | —                      | —                      | —                      | | Promo singly bez alb |
| "—" značí, že se nahrávka neumístila v hitparádách nebo v tomto území ani nebyla vydána |      |                        |                        |                        |                        |                        |                        |                        |                        |                        |                        | |                      |

## Další umístěné a certifikované písně
| Název                                                                                   | Rok  | Umístění v hitparádách | Umístění v hitparádách | Umístění v hitparádách | Umístění v hitparádách | Umístění v hitparádách | Umístění v hitparádách | Umístění v hitparádách | Umístění v hitparádách | Umístění v hitparádách | Umístění v hitparádách | Certifikace                                                                                           | Album                        |
| Název                                                                                   | Rok  | CAN                    | AUS                    | DEN                    | FRA                    | IRE                    | NOR                    | NZ                     | SWE                    | UK                     | US                     | Certifikace                                                                                           | Album                        |
| --------------------------------------------------------------------------------------- | ---- | ---------------------- | ---------------------- | ---------------------- | ---------------------- | ---------------------- | ---------------------- | ---------------------- | ---------------------- | ---------------------- | ---------------------- | --- | ---------------------------- |
| "Down to Earth"                                                                         | 2009 | 61                     | —                      | —                      | —                      | —                      | —                      | —                      | —                      | 149                    | 79                     | - RIAA: Gold                                                                                          | My World                     |
| "Bigger"                                                                                | 2009 | 78                     | —                      | —                      | —                      | —                      | —                      | —                      | —                      | 162                    | 94                     | | My World                     |
| "First Dance" (feat. Usher)                                                             | 2009 | 88                     | —                      | —                      | —                      | —                      | —                      | —                      | —                      | 156                    | 99                     | | My World                     |
| "Common Denominator"                                                                    | 2009 | 72                     | —                      | —                      | —                      | —                      | —                      | —                      | —                      | 166                    | —                      | | My World                     |
| "Stuck in the Moment"                                                                   | 2010 | —                      | —                      | —                      | —                      | —                      | —                      | —                      | —                      | 151                    | —                      | - RIAA: Gold                                                                                          | My World 2.0                 |
| "Overboard" (feat. Jessica Jarrell)                                                     | 2010 | —                      | —                      | —                      | —                      | —                      | —                      | —                      | —                      | 182                    | —                      | | My World 2.0                 |
| "Up"                                                                                    | 2010 | —                      | —                      | —                      | —                      | —                      | —                      | —                      | —                      | —                      | —                      | | My World 2.0                 |
| "That Should Be Me"                                                                     | 2010 | 99                     | —                      | —                      | —                      | —                      | —                      | —                      | —                      | 179                    | 92                     | - ARIA: Platinum - RIAA: 2× Platinum                                                                  | My World 2.0                 |
| "Kiss and Tell"                                                                         | 2010 | —                      | 78                     | —                      | —                      | —                      | —                      | —                      | —                      | —                      | —                      | | My World 2.0                 |
| "Born to Be Somebody"                                                                   | 2011 | 56                     | —                      | —                      | —                      | —                      | —                      | —                      | —                      | —                      | 74                     | | Never Say Never: The Remixes |
| "Santa Claus Is Coming to Town"                                                         | 2011 | —                      | —                      | —                      | —                      | —                      | —                      | —                      | —                      | —                      | —                      | - RIAA: Gold                                                                                          | Under the Mistletoe          |
| "Drummer Boy" (feat. Busta Rhymes)                                                      | 2011 | 89                     | —                      | —                      | —                      | —                      | —                      | —                      | —                      | —                      | 86                     | - RIAA: Gold                                                                                          | Under the Mistletoe          |
| "Be Alright"                                                                            | 2012 | —                      | —                      | —                      | —                      | —                      | —                      | —                      | —                      | —                      | —                      | - IFPI DEN: Gold - IFPI NOR: Platinum - RIAA: Gold                                                    | Believe                      |
| "Take You"                                                                              | 2012 | —                      | —                      | —                      | —                      | —                      | —                      | —                      | —                      | —                      | —                      | - RIAA: Gold                                                                                          | Believe                      |
| "Believe"                                                                               | 2012 | 100                    | —                      | —                      | —                      | —                      | —                      | —                      | —                      | —                      | —                      | | Believe                      |
| "Beautiful" (s Carly Rae Jepsen)                                                        | 2012 | 37                     | 48                     | 37                     | 184                    | 87                     | —                      | —                      | —                      | 68                     | 87                     | | Kiss                         |
| "Boyfriend" (Acoustic)                                                                  | 2013 | 80                     | —                      | —                      | —                      | —                      | —                      | —                      | —                      | —                      | —                      | | Believe Acoustic             |
| "As Long as You Love Me" (Acoustic)                                                     | 2013 | 58                     | —                      | —                      | 108                    | —                      | —                      | —                      | 40                     | —                      | 98                     | | Believe Acoustic             |
| "Beauty and a Beat" (Acoustic)                                                          | 2013 | —                      | —                      | —                      | —                      | —                      | —                      | —                      | 48                     | —                      | —                      | | Believe Acoustic             |
| "Take You" (Acoustic)                                                                   | 2013 | —                      | —                      | —                      | —                      | —                      | —                      | —                      | —                      | —                      | —                      | | Believe Acoustic             |
| "Fall" (Live)                                                                           | 2013 | —                      | —                      | —                      | —                      | —                      | —                      | —                      | —                      | —                      | —                      | | Believe Acoustic             |
| "I Would"                                                                               | 2013 | 98                     | —                      | —                      | —                      | —                      | —                      | —                      | 59                     | 198                    | —                      | | Believe Acoustic             |
| "Nothing Like Us"                                                                       | 2013 | 43                     | 73                     | 39                     | 193                    | —                      | 11                     | —                      | 21                     | 68                     | 59                     | - ARIA: Gold - IFPI DEN: Gold - RIAA: Gold                                                            | Believe Acoustic             |
| "Backpack" (feat. Lil Wayne)                                                            | 2014 | —                      | —                      | 27                     | —                      | —                      | —                      | —                      | —                      | 171                    | —                      | | Journals                     |
| "What's Hatnin'" (feat. Future)                                                         | 2014 | —                      | —                      | 36                     | —                      | —                      | —                      | —                      | —                      | 193                    | —                      | | Journals                     |
| "One Life"                                                                              | 2014 | —                      | —                      | 34                     | —                      | —                      | —                      | —                      | —                      | —                      | —                      | | Journals                     |
| "Swap It Out"                                                                           | 2014 | —                      | —                      | 30                     | —                      | —                      | —                      | —                      | —                      | —                      | —                      | | Journals                     |
| "Memphis" (feat. Big Sean)                                                              | 2014 | —                      | —                      | 31                     | —                      | —                      | —                      | —                      | —                      | —                      | —                      | | Journals                     |
| "Maria I'm Drunk" (Travis Scott feat. Justin Bieber a Young Thug)                       | 2015 | —                      | —                      | —                      | —                      | —                      | —                      | —                      | —                      | —                      | —                      | - RIAA: Platinum                                                                                      | [Rodeo                       |
| "Mark My Words"                                                                         | 2015 | 29                     | 49                     | 24                     | —                      | 32                     | 25                     | 22                     | 25                     | 33                     | 42                     | - ARIA: Gold - BPI: Silver - GLF: Gold - IFPI DEN: Gold - RIAA: Gold                                  | Purpose                      |
| "No Pressure" (feat. Big Sean)                                                          | 2015 | 44                     | 60                     | —                      | —                      | 44                     | —                      | 28                     | 53                     | 38                     | 49                     | - ARIA: Gold - BPI: Silver - IFPI DEN: Gold - RIAA: Platinum                                          | Purpose                      |
| "No Sense" (feat. Travis Scott)                                                         | 2015 | 42                     | —                      | —                      | 198                    | 59                     | —                      | 36                     | 63                     | 50                     | 54                     | - BPI: Silver - RIAA: Platinum                                                                        | Purpose                      |
| "The Feeling" (feat. Halsey)                                                            | 2015 | 25                     | 22                     | 33                     | 163                    | 31                     | 32                     | 20                     | 34                     | 34                     | 31                     | - ARIA: Platinum - BPI: Silver - GLF: Gold - IFPI DEN: Gold - IFPI NOR: Gold - RIAA: Platinum         | Purpose                      |
| "Life Is Worth Living"                                                                  | 2015 | 49                     | —                      | —                      | —                      | 65                     | 37                     | —                      | 55                     | 61                     | 67                     | - ARIA: Gold - BPI: Silver - IFPI DEN: Gold - RIAA: Gold                                              | Purpose                      |
| "Children"                                                                              | 2015 | 47                     | 52                     | —                      | 161                    | 40                     | 29                     | 31                     | 42                     | 44                     | 74                     | - ARIA: Gold - BPI: Silver - GLF: Gold - RIAA: Gold                                                   | Purpose                      |
| "Purpose"                                                                               | 2015 | 30                     | 40                     | 25                     | 143                    | 38                     | 14                     | 26                     | 22                     | 41                     | 43                     | - ARIA: Platinum - BPI: Silver - GLF: Gold - IFPI DEN: Platinum - IFPI NOR: Platinum - RIAA: Platinum | Purpose                      |
| "Been You"                                                                              | 2015 | 61                     | —                      | —                      | —                      | 66                     | —                      | —                      | 60                     | 63                     | 81                     | - ARIA: Gold - RIAA: Gold                                                                             | Purpose                      |
| "Get Used to It"                                                                        | 2015 | 73                     | —                      | —                      | —                      | 87                     | —                      | —                      | 92                     | 77                     | 90                     | | Purpose                      |
| "We Are" (feat. Nas)                                                                    | 2015 | 69                     | —                      | —                      | —                      | —                      | —                      | —                      | 95                     | 74                     | 88                     | | Purpose                      |
| "Trust"                                                                                 | 2015 | 80                     | —                      | —                      | —                      | —                      | —                      | —                      | —                      | 88                     | 98                     | | Purpose                      |
| "All in It"                                                                             | 2015 | 94                     | —                      | —                      | —                      | —                      | —                      | —                      | —                      | 91                     | —                      | | Purpose                      |
| "Juke Jam" (Chance the Rapper feat. Justin Bieber a Towkio)                             | 2016 | —                      | —                      | —                      | —                      | —                      | —                      | —                      | —                      | —                      | —                      | | Coloring Book                |
| "All Around Me"                                                                         | 2020 | 69                     | 77                     | —                      | —                      | —                      | —                      | —                      | —                      | —                      | 100                    | | Changes                      |
| "Habitual"                                                                              | 2020 | 65                     | 80                     | —                      | —                      | —                      | —                      | —                      | —                      | 98                     |                        | | Changes                      |
| "Come Around Me"                                                                        | 2020 | 61                     | 68                     | —                      | —                      | —                      | —                      | —                      | —                      | —                      | 86                     | - ARIA: Gold - RIAA: Gold                                                                             | Changes                      |
| "Available"                                                                             | 2020 | 83                     | 99                     | —                      | —                      | —                      | —                      | —                      | —                      | —                      | —                      | | Changes                      |
| "Forever" (feat. Post Malone a Clever)                                                  | 2020 | 20                     | 29                     | 17                     | 111                    | 23                     | 21                     | 32                     | 10                     | 29                     | 24                     | - ARIA: Gold - RIAA: Gold                                                                             | Changes                      |
| "Running Over" (feat. Lil Dicky)                                                        | 2020 | 84                     | —                      | —                      | —                      | —                      | —                      | —                      | —                      | —                      | —                      | | Changes                      |
| "Second Emotion" (feat. Travis Scott)                                                   | 2020 | 76                     | 95                     | —                      | —                      | —                      | —                      | —                      | —                      | —                      |                        | | Changes                      |
| "Changes"                                                                               | 2020 | 88                     | 100                    | —                      | —                      | —                      | —                      | —                      | —                      | —                      | —                      | | Changes                      |
| "Confirmation"                                                                          | 2020 | 96                     | —                      | —                      | —                      | —                      | —                      | —                      | —                      | —                      | —                      | | Changes                      |
| "Falling for You" (Jaden feat. Justin Bieber)                                           | 2020 | —                      | —                      | —                      | —                      | —                      | —                      | —                      | —                      | —                      | —                      | | CTV3: Cool Tape Vol. 3       |
| "2 Much"                                                                                | 2021 | 30                     | 40                     | 24                     | —                      | —                      | —                      | —                      | 69                     | —                      | 68                     | - ARIA: Gold                                                                                          | Justice                      |
| "Deserve You"                                                                           | 2021 | 32                     | 57                     | 26                     | —                      | —                      | —                      | —                      | 75                     | —                      | 76                     | | Justice                      |
| "As I Am" (feat. Khalid)                                                                | 2021 | 9                      | 23                     | 5                      | 166                    | 14                     | 18                     | 32                     | 29                     | 24                     | 43                     | - ARIA: Gold - IFPI NOR: Gold - RIAA: Gold                                                            | Justice                      |
| "Off My Face"                                                                           | 2021 | 25                     | 42                     | 15                     | —                      | —                      | —                      | —                      | 68                     | —                      | 64                     | - ARIA: Gold - RIAA: Gold                                                                             | Justice                      |
| "Unstable" (feat. the Kid Laroi)                                                        | 2021 | 17                     | 22                     | 12                     | —                      | —                      | 33                     | —                      | 53                     | —                      | 62                     | - ARIA: Gold - RIAA: Gold                                                                             | Justice                      |
| "Die for You" (feat. Dominic Fike)                                                      | 2021 | 40                     | 66                     | 29                     | —                      | —                      | —                      | —                      | 99                     | —                      | 81                     | | Justice                      |
| "Somebody"                                                                              | 2021 | 48                     | 80                     | 37                     | —                      | —                      | —                      | —                      | —                      | —                      | 91                     | | Justice                      |
| "Love You Different" (feat. Beam)                                                       | 2021 | 35                     | 72                     | 31                     | —                      | —                      | —                      | —                      | 91                     | —                      | 84                     | | Justice                      |
| "Loved by You" (feat. Burna Boy)                                                        | 2021 | 31                     | 68                     | 28                     | —                      | —                      | —                      | —                      | 100                    | —                      | 87                     | | Justice                      |
| "There She Go" (feat. Lil Uzi Vert)                                                     | 2021 | —                      | —                      | —                      | —                      | —                      | —                      | —                      | —                      | —                      | —                      | | Justice                      |
| "Lifetime"                                                                              | 2021 | 85                     | —                      | —                      | —                      | —                      | —                      | —                      | —                      | —                      | —                      | | Justice                      |
| "Know No Better" (feat. DaBaby)                                                         | 2021 | —                      | —                      | —                      | —                      | —                      | —                      | —                      | —                      | —                      | —                      | | Justice                      |
| "Freedom" (s Beam)                                                                      | 2021 | —                      | —                      | —                      | —                      | —                      | —                      | —                      | —                      | —                      | —                      | | Freedom                      |
| "Where Do I Fit In" (feat. Tori Kelly, Chandler Moore, a Judah Smith)                   | 2021 | —                      | —                      | —                      | —                      | —                      | —                      | —                      | —                      | —                      | —                      | | Freedom                      |
| "What You See" (s Migos)                                                                | 2021 | —                      | —                      | —                      | —                      | —                      | —                      | —                      | —                      | —                      | —                      | | Culture III                  |
| "Red Eye" (feat. TroyBoi)                                                               | 2021 | 40                     | —                      | —                      | —                      | 78                     | —                      | —                      | —                      | 88                     | —                      | | Justice                      |
| "Angels Speak" (feat. Poo Bear)                                                         | 2021 | —                      | —                      | —                      | —                      | —                      | —                      | —                      | —                      | —                      | —                      | | Justice                      |
| "Hailey"                                                                                | 2021 | —                      | —                      | —                      | —                      | —                      | 39                     | —                      | 53                     | —                      | —                      | | Justice                      |
| "—" značí, že se nahrávka neumístila v hitparádách nebo v tomto území ani nebyla vydána |      |                        |                        |                        |                        |                        |                        |                        |                        |                        |                        | |                              |

## Spolu umělec
| Název                           | Rok  | Další umělec                       | Album                        |
| ------------------------------- | ---- | ---------------------------------- | ---------------------------- |
| "Rich Girl"                     | 2010 | Soulja Boy                         | Best Rapper                  |
| "Won't Stop"                    | 2011 | Sean Kingston                      | King of Kingz                |
| "Ladies Love Me"                | 2011 | Chris Brown                        | Boy in Detention             |
| "Trust Issues" (Remix)          | 2011 | Drake                              | žádné                        |
| "Thinkin Bout You"              | 2011 | Jaden                              | žádné                        |
| "Happy New Year"                | 2012 | Jaden                              | žádné                        |
| "Love Me Like You Do" (Remix)   | 2012 | Jaden                              | žádné                        |
| "Actin' Up"                     | 2013 | Asher Roth, Rye Rye, Chris Brown   | The Greenhouse Effect Vol. 2 |
| "Slave to the Rhythm"           | 2013 | Michael Jackson                    | žádné                        |
| "Twerk"                         | 2013 | Lil Twist, Miley Cyrus             | žádné                        |
| "The Intro"                     | 2013 | DJ Tay James                       | We Know the DJ Radio, Vol. 3 |
| "Gas Pedal" (Remix)             | 2013 | Sage the Gemini, Iamsu!            | Remember Me                  |
| "Broken"                        | 2014 | Blake Kelly                        | We Know the DJ Radio, Vol. 4 |
| "Foreign" (Remix)               | 2014 | Trey Songz                         | Trigga                       |
| "Time for Bed"                  | 2014 | Khalil                             | A Long Story Short           |
| "Playtime"                      | 2014 | Khalil                             | A Long Story Short           |
| "Why You Mad?" (Infinity Remix) | 2015 | Mariah Carey, French Montana, T.I. | žádné                        |
| "Maria I'm Drunk"               | 2015 | Travis Scott, Young Thug           | Rodeo                        |
| "Future"                        | 2015 | Khalil, Kehlani                    | žádné                        |
| "Juke Jam"                      | 2016 | Chance the Rapper, Towkio          | Coloring Book                |
| "Earth"                         | 2019 | Lil Dicky                          | žádné                        |
| "Falling for You"               | 2020 | Jaden                              | CTV3: Cool Tape Vol. 3       |
| "What You See"                  | 2021 | Migos                              | Culture III                  |
| "Sundown"                       | 2022 | Beam                               | Alien                        |
| "Moments"                       | 2023 | Diddy                              | The Love Album: Off the Grid |